# Energy (agência de publicidade)

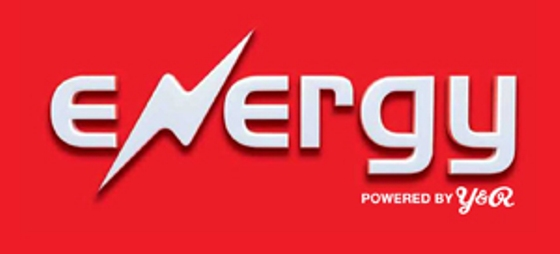
Logo da agência

Energy é uma agência de publicidade brasileira, criada em 2008, em associação à Y&R Brands. Desde a fundação, o presidente da agência é o executivo Fernando Taralli e a área de Criação está sob o comando de Vitor Knijnik, VP de Criação da agência.
A agência já atuou em projetos como o Control C Control V, a primeira série interativa da internet no Brasil, acessada pelo canal I Love Messenger do portal MSN Brasil; as webseries Desempacotando Nova York e Desempacotando o Rio de Janeiro, para divulgar o site Hotéis.com; e a plataforma multimídia Eu Vivo a Seleção, que alcançou mais de 200 mil participantes e quatro milhões de visitas. Também é assinado pela agência o fórum de novas ideias Life’s Good Lab, da LG.
A agência é controlada pelo Grupo Newcomm, presidido pelo empresário Roberto Justus, sócio da holding britânica WPP - e de Marcos Quintela.